# Bernardo Dessau
Bernardo Dessau (* 13. August 1863 in Offenbach am Main; † 17. November 1949 in Perugia) war ein italienischer Physiker deutscher Herkunft.

## Leben
Dessau, geboren als Bernhard Dessau, war Sohn des orthodoxen Rabbiners und Lehrers Samuel Dessau (1826–1904) und jüngerer Bruder des Althistorikers Hermann Dessau.
Er studierte seit 1884 Physik in Berlin und Straßburg, wo er 1886 bei August Kundt promoviert wurde. Seit 1889 arbeitete er an den Universitäten Padua und Bologna, wo er Mitarbeiter von  Augusto Righi war. Er habilitierte sich 1896 in Bologna und war dort von 1900 bis 1903 Direktor des Osservatorio Astronomico e Meteorologico. Von 1904 bis 1935 war er außerordentlicher Professor für Physik an der Universität Perugia.
Dessau war Anhänger der zionistischen Bewegung und gründete 1903 mit Felice Ravenna (1870–1937) die erste zionistische Zeitschrift Italiens Il Vessillo Israelitico. 1903 war er italienischer Delegierter beim  6. Zionistenkongress in Basel.
Er war mit der Malerin Emma Dessau-Goitein (1877–1968) verheiratet, die aus der weitverzweigten Rabbiner- und Gelehrtenfamilie Goitein stammte. Der Sohn des Paares war der Mineraloge Gabor Dessau (1907–1983).

## Veröffentlichungen (Auswahl)
- Über Metallschichten welche durch Zerstäuben einer Kathode entstehen. Dissertation Strassburg 1886 (im Buchhandel: Metzger & Wittig, Leipzig 1886).
- zus. mit Augusto Righi: La telegrafia senza filo. Zanichelli, Bologna 1903. (archive.org)
  - Deutsch: Die Telegraphie ohne Draht. Vieweg, Braunschweig 1903 (archive.org). 2. Auflage 1907.
- Die physikalisch-chemischen Eigenschaften der Legierungen. Vieweg, Braunschweig 1910.
- Manuale di Fisica ad uso delle scuole secondarie e superiori. 3 Bände, Mailand 1912–1915. 2. Aufl. 1928–1931.
  - Deutsch (Vom Verf. aus d. Ital. übertr.): Lehrbuch der Physik. 2 Bände, Barth, Leipzig 1922–1924.

Übersetzungen
- Augusto Righi: Die Optik der elektrischen Schwingungen. Experimental-Untersuchungen über elektromagnetische Analoga zu den wichtigsten Erscheinungen der Optik. Nebst Zusätzen des Verf. ins Deutsche übertr. von B. Dessau. Reisland, Leipzig 1898 [zuerst: L’ ottica delle oscillazioni elettriche. Studio sperimentale sulla produzione di fenomeni analoghi ai principali fenomeni ottici per mezzo delle onde elettromagnetiche. Bologna 1897]. (archive.org)
- Augusto Righi: Die moderne Theorie der physikalischen Erscheinungen (Radioaktivität, Ionen, Elektronen). Barth, Leipzig 1905 (archive.org). 2. der  1908 [zuerst: La moderna teoria dei fenomeni fisici. Bologna 1904].